# Test de Beighton

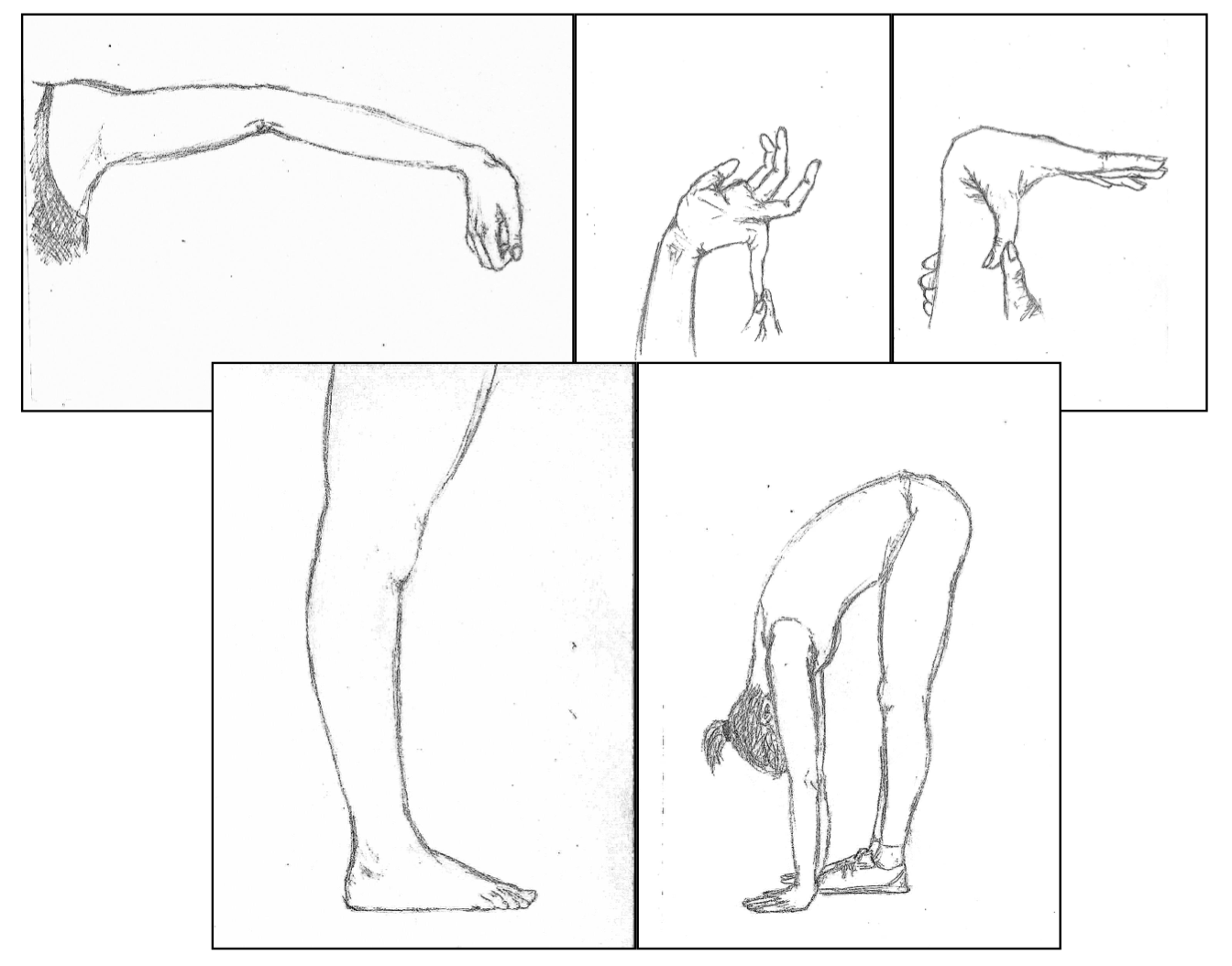
Proves del test de Beighton

El test de Beighton és un conjunt de proves que avaluen si una persona presenta hiperlaxitud articular. Com que la hiperlaxitud articular pot ser síntoma de síndromes d'Ehlers-Danlos, síndrome de Marfan o osteogènesi imperfecta, l'escala de Beighton s'utilitza sovint en les diagnòsis d'aquestes patologies.

Les proves que conformen el test són les següents i sumen un total de 9 punts:
- Tocar de forma passiva el dit polze amb l'avantbraç mantenint el canell en flexió (un punt per a cada mà)
- Extensió passiva del dit menovell que sobrepassi els 90° (un punt per a cada mà).
- Hiperextensió del colze de més de 10° (un punt per a cada braç).
- Hiperextensió del genoll de més de 10°(un punt per a cada cama).
- Tocar amb els palmells de les mans a terra mantenint els genolls en extensió.[cal citació]

Si el resultat de les proves és igual o superior als 5 punts, es confirma la hiperlaxitud del subjecte.